# Anthus campestris

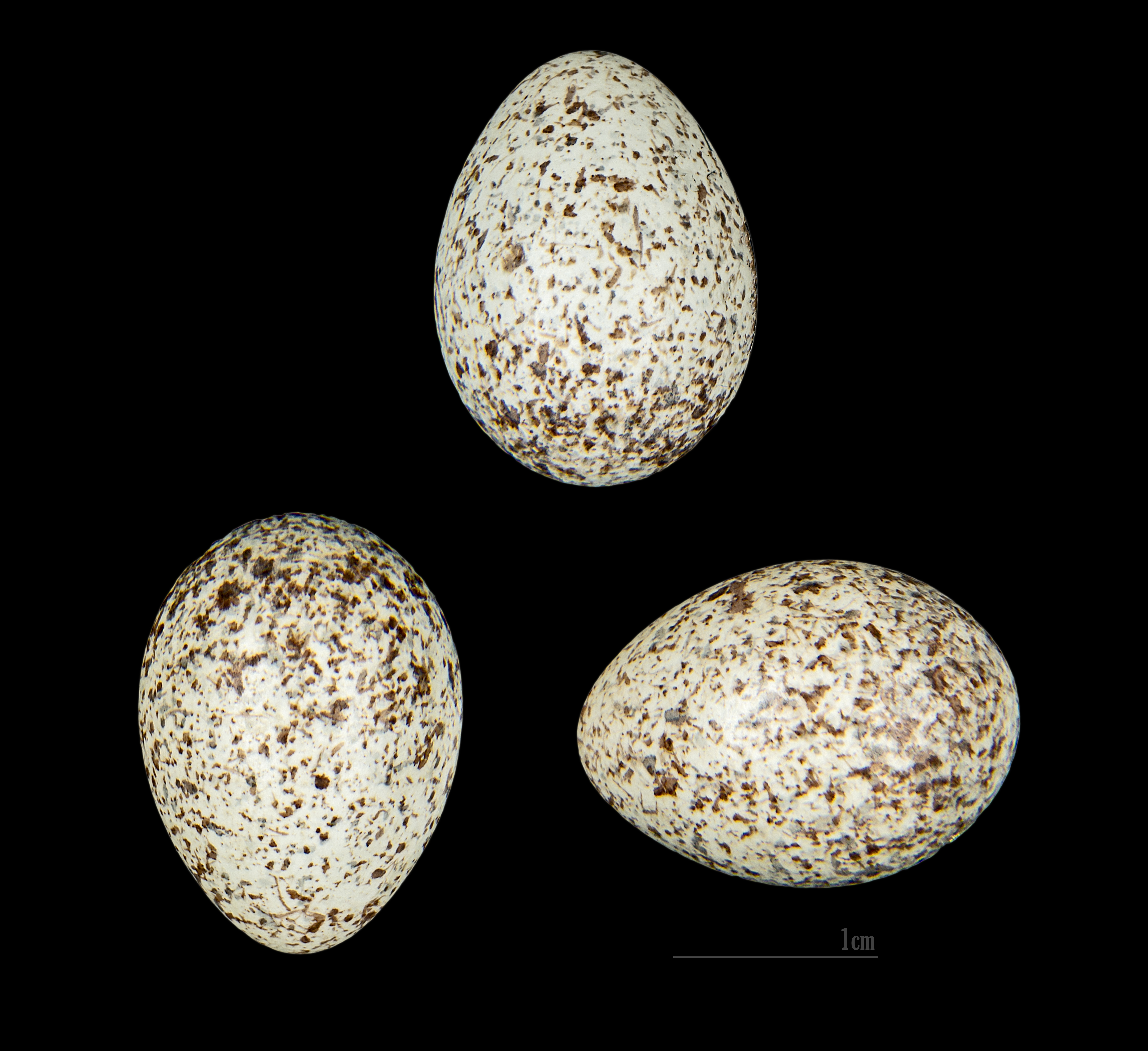
Anthus campestris

Anthus campestris là một loài chim trong họ Chìa vôi.
Loài này mà sinh sản ở phần lớn xứ ôn đới châu Âu và châu Á, và Tây Bắc Phi. Nó là một loài di trú vào mùa đông ở vùng nhiệt đới châu Phi và tiểu lục địa Ấn Độ.
Loài này dài 16 cm. Nơi sinh sản là xứ mở khô bao gồm cả bán sa mạc. Tổ được làm trên mặt đất, với 4-6 trứng mỗi tổ.

## Hình ảnh

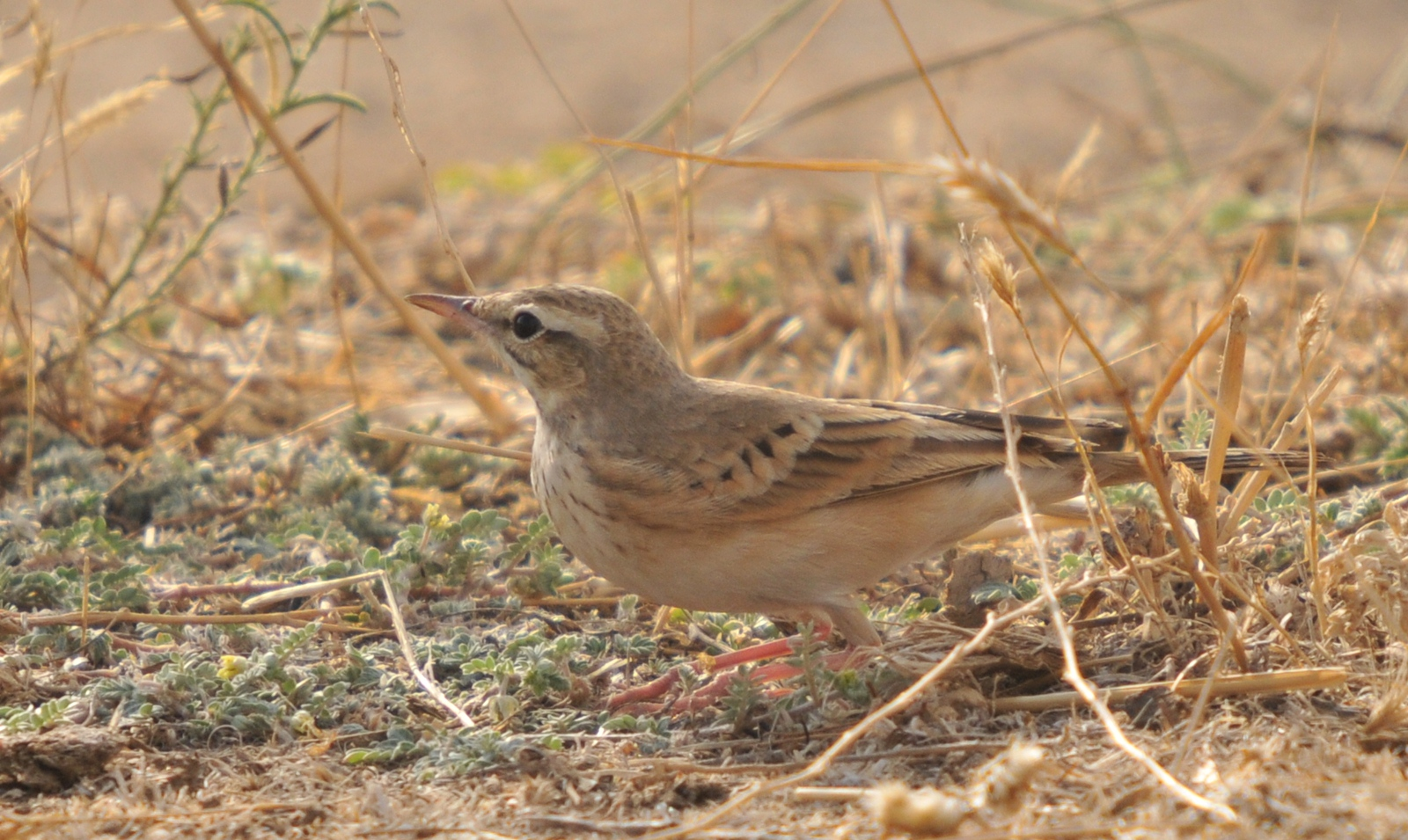
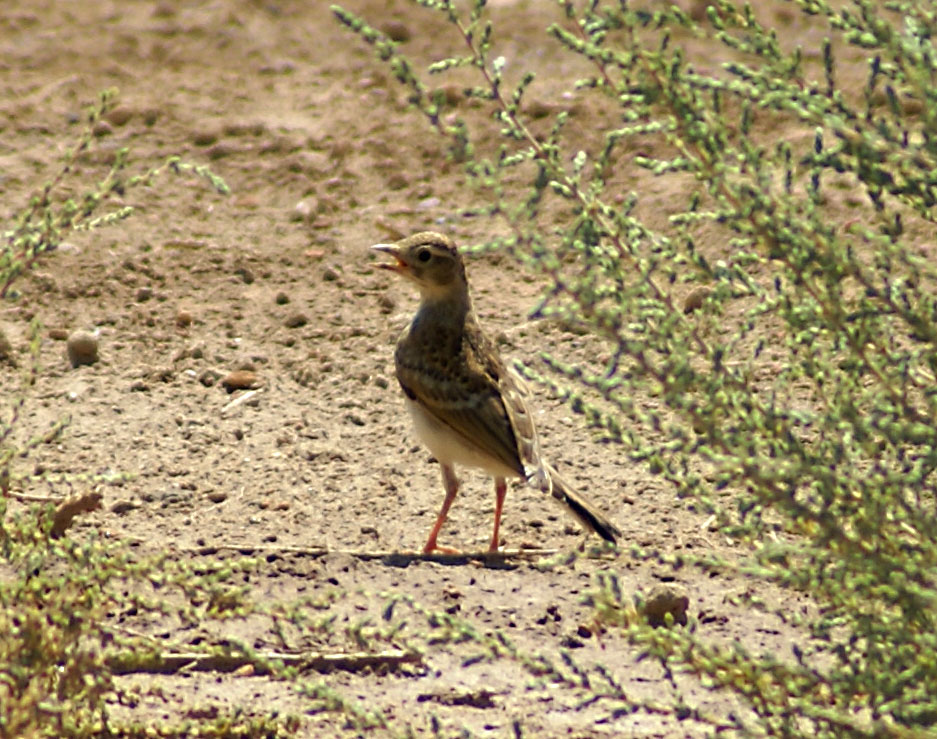
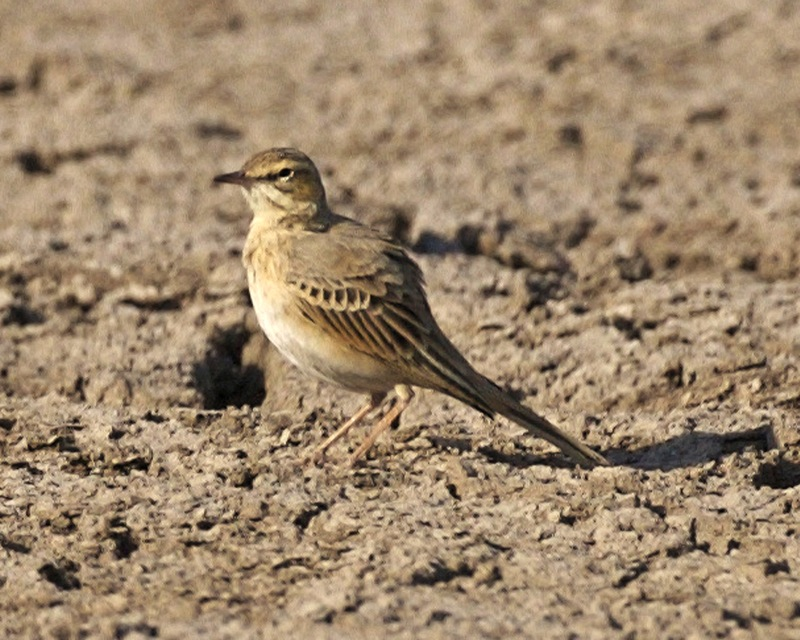